# Maria Julia Andrade Sowzer
Maria Julia de Andrade (Bahia, 1856- ) era filha consanguínea de Mãe Aninha e Rodolfo Martins de Andrade - Bamboxê Obiticô, foi para Lagos, na Nigéria, ainda criança por volta de 1860 com seu irmão Teófilo, onde viveram por muitos anos, lá se casou com Américo de Souza Gomes ou Antonio Américo de Souza e teve filhos, um deles Felisberto Sowzer que foi criado em Lagos e veio para o Brasil adulto. O babalaô Bamboxê Obiticô é sempre citado por estar presente na fundação de diversas casas de candomblé, após a abolição da escravatura, começando pelo Candomblé da Barroquinha considerada a primeira casa de Ketu oficial da Bahia. 